# Notre-Dame (Coimères)

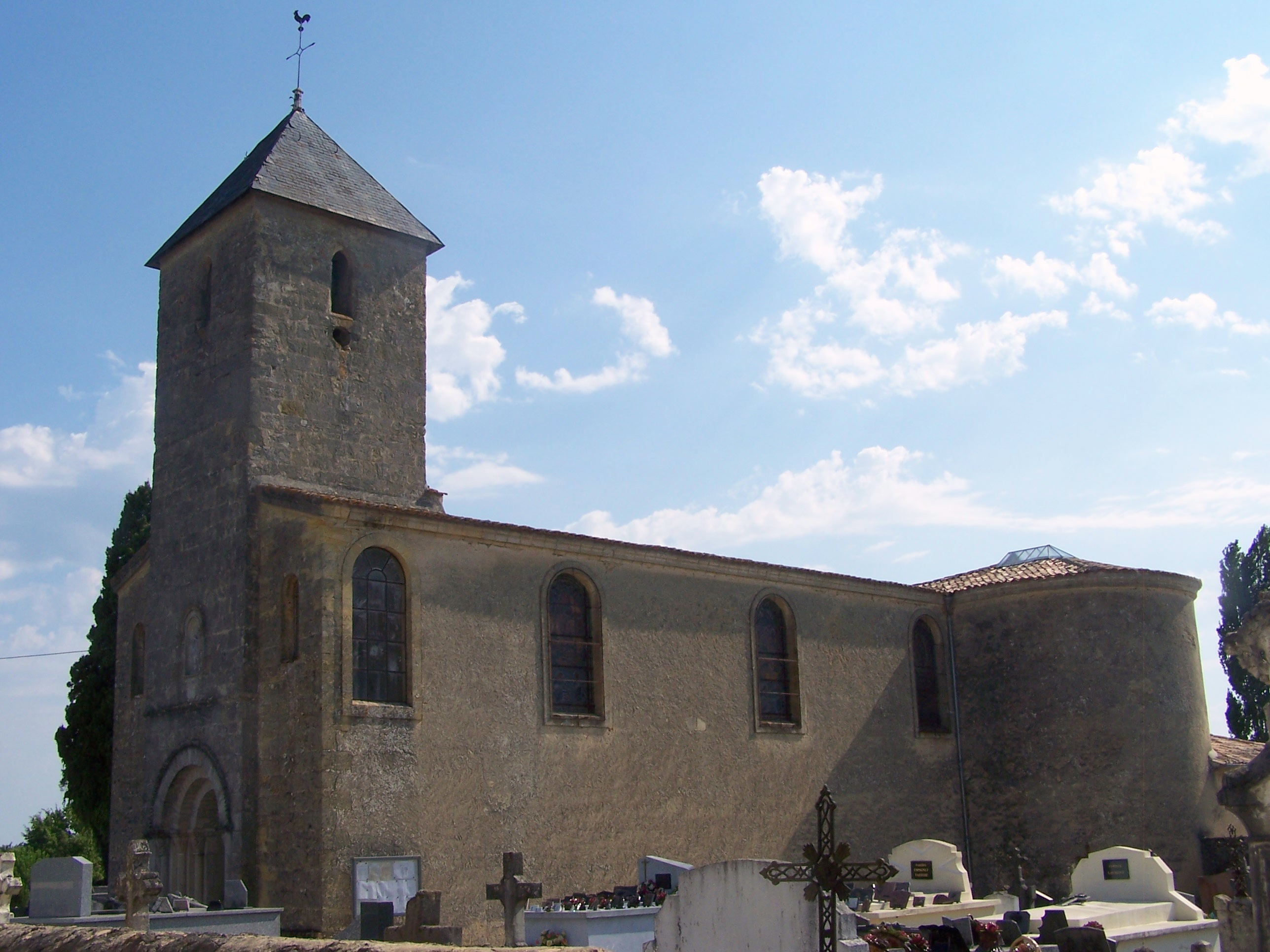
Kirche Notre-Dame in Coimères

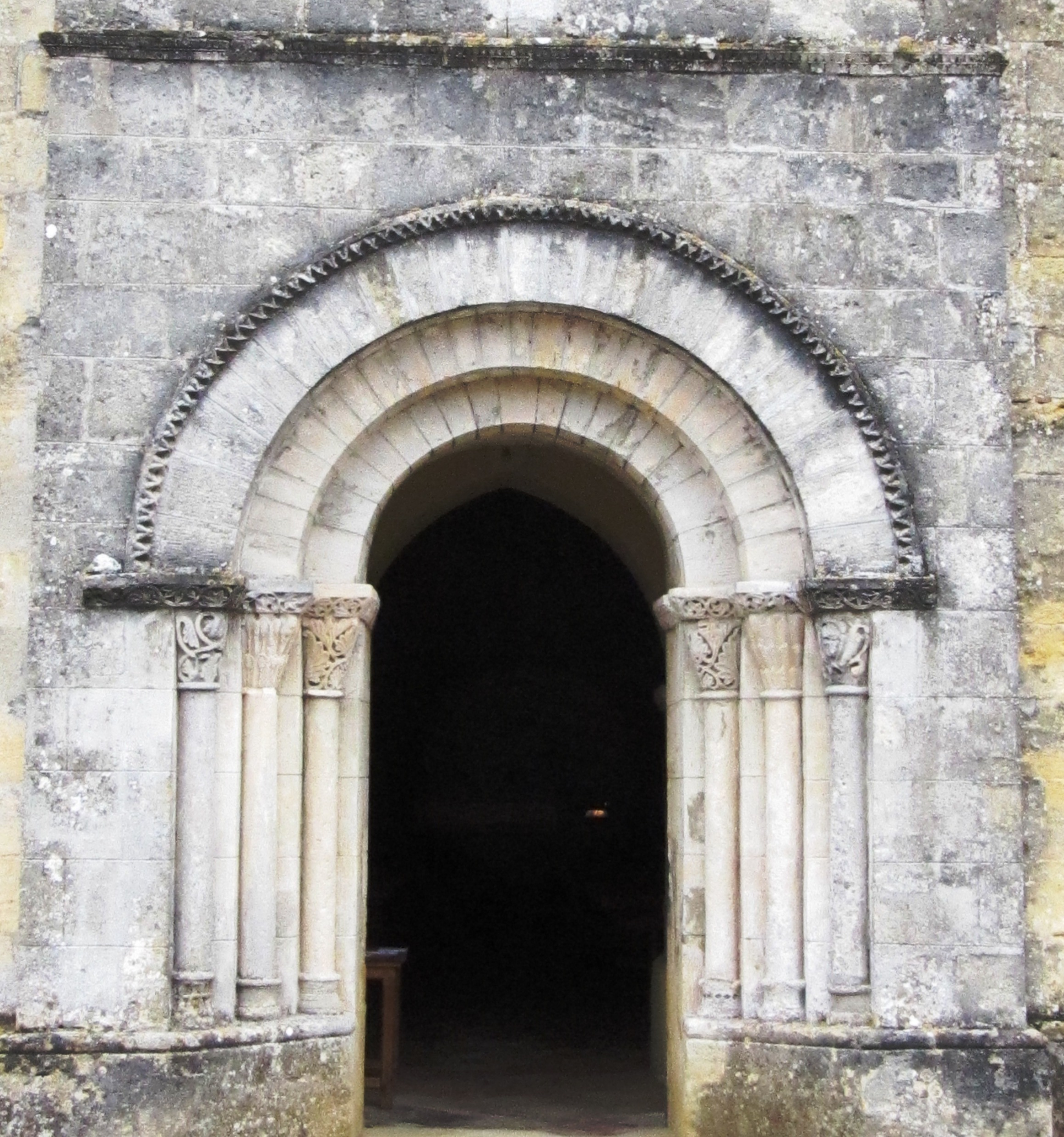
Romanisches Portal

Die katholische Kirche Notre-Dame in Coimères, einer französischen Gemeinde im Département Gironde in der Region Nouvelle-Aquitaine, wurde ursprünglich im 12. Jahrhundert errichtet und 1856 umgebaut. Die Kirche steht inmitten des Friedhofs.
Das romanische Portal mit skulptierten Kapitellen ist seit 1907 als Monument historique klassifiziert.